# غلين فوستر
غلين فوستر (بالإنجليزية: Glenn Foster)‏ هو لاعب كرة قدم أمريكية وممثل أمريكي، ولد في 31 مايو 1990 في شيكاغو في الولايات المتحدة.

## أعمال

### أفلام
- (2013) آيرون مان 3[6][7][8]

## وصلات خارجية
- غلين فوستر على موقع ألو سيني (الفرنسية)
- غلين فوستر على موقع أول موفي (الإنجليزية)
- غلين فوستر على موقع أول موفي (الإنجليزية)
- غلين فوستر على موقع قاعدة بيانات الأفلام السويدية (السويدية)